# Fontographer
Fontographer ist ein Outline-Schriftbearbeitungsprogramm. Es ist vergleichbar mit FontLab und Fontforge und ermöglicht es, eigene Schriften in PostScript, TrueType und diversen anderen Formaten, seit der aktuellen Version 5 auch OpenType, zu gestalten und zu bearbeiten. 

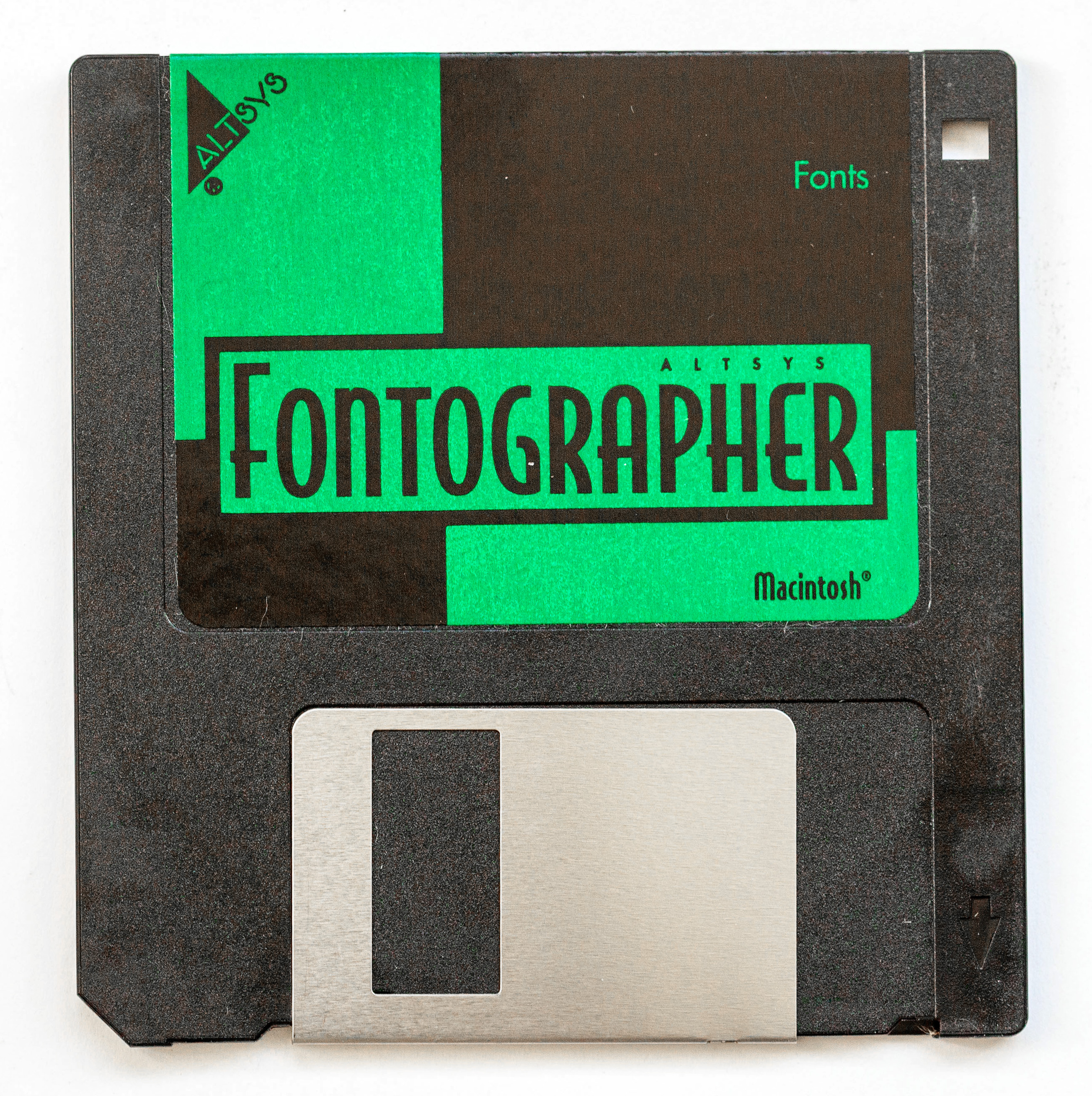
Installationsdiskette für Macintosh von 1989

Das Programm wurde ursprünglich 1985 von Altsys (später mit Macromedia fusioniert) entwickelt, seit 1997 jedoch von Macromedia nicht mehr weiterentwickelt. Dennoch wurde es auch weiterhin noch von relativ vielen Schriftgestaltern benutzt.
Im Mai 2005 wurde Fontographer von Fontlab Ltd. übernommen. Im November erschien mit Fontographer 4.7 die erste zu Mac OS X kompatible Version. Die Windows-Version wurde nicht aktualisiert und verblieb bei Version 4.1.5. Im Juni 2010 erschien für Mac OS X und Windows die Version 5 mit erheblichen Funktionserweiterungen zum Vorgänger.